# Веселите приключения на Мечока Йоги
„Веселите приключенията на Мечока Йоги“ (на английски: Yogi Bear's All Star Comedy Christmas Caper) е американски анимационен коледен телевизионен филм, с участието на Мечока Йоги. Продуциран от Хана-Барбера и е излъчен на 21 декември 1982 г. по CBS. Основният сценарист е Марк Еваниър.

## Озвучаващи артисти
- Доус Бътлър – Мечока Йоги, Хъкълбери Хрътката, Снагълпус, Куик Дроу Макгроу, Г-н Джинкс, Вълка Хоуки, Оги Доги, Снупър и Блабър, Дикси и Уоли Алигатора
- Дон Месик – Бу-Бу, Лесничея Смит и Пикси
- Джорджи Айрин – Джуди Джоунс
- Хенри Кордън – Фред Флинтстоун, Полицай и Охранител
- Мел Бланк – Барни Ръбъл, Булдог и Охранител
- Хал Смит – Джей Уелингтън Джоунс, Сержант и Собственик на зоопарка
- Джанет Уолдо – Г-жа Джоунс, Съпругата на Мъри, Жената на улицата и Записания глас на автобусното депо
- Джон Стивънсън – Доги Дади
- Алън Мелвин – Магила Горила
- Джими Уелдън – Патето Яки

## Български дублаж
| Преводач                     | Ирина Димитров                                                 |
| Редактор Режисьор на дублажа | Йордан Андонов                                                 |
| Тонрежисьор                  | Добромир Чочов                                                 |
| Озвучаващи артисти           | Наталия Бардская Любомир Младенов Сава Пиперов Стефан Стефанов |

| Преводач           | Яна Янева                                                       |
| Редактор           | Венета Маринова                                                 |
| Тонрежисьор        | Венцислав Велев                                                 |
| Озвучаващи артисти | Христина Ибришимова Борис Чернев Николай Николов Радослав Рачев |